# Gandzak, Gegharkunik
Gandzak là một đô thị thuộc tỉnh Gegharkunik, Armenia. Dân số ước tính năm 2011 là 4370 người.